# 2065 Spicer
2065 Spicer eller 1959 RN är en asteroid i huvudbältet, som upptäcktes 9 september 1959 av Indiana Asteroid Program vid Indiana University Bloomington med Goethe Link Observatory. Asteroiden har fått sitt namn efter Edward H. Spicer.
Asteroiden har en diameter på ungefär 16 kilometer.